# 1917 (película)
1917 es una película de guerra británica de 2019 dirigida y producida por Sam Mendes, y escrita por Mendes y Krysty Wilson-Cairns. Está protagonizada por George MacKay y Dean-Charles Chapman, con Mark Strong, Andrew Scott, Richard Madden, Claire Duburcq, Colin Firth y Benedict Cumberbatch en papeles secundarios. Está en parte inspirada en historias recabadas por el director de parte de su abuelo paterno, Alfred Mendes, sobre su tiempo en la Primera Guerra Mundial. El relato tiene lugar poco después de la retirada alemana a la Línea Hindenburg durante la Operación Alberich, sigue a dos soldados británicos a los que se les ordena entregar un mensaje que cancela un ataque ofensivo condenado al fracaso. Este mensaje es importante para uno de los jóvenes porque su hermano será parte de aquel ataque.
El proyecto se anunció en junio de 2018. MacKay y Chapman firmaron en octubre, y el resto del elenco, en marzo; la filmación tuvo lugar de abril a junio de 2019, en Escocia e Inglaterra. El director de fotografía, Roger Deakins, implementó el uso de tomas largas para que toda la película se viera como una sola toma continua (plano secuencia).
1917 se estrenó en el Reino Unido el 4 de diciembre de 2019; en los Estados Unidos el 25 de diciembre, por Universal Pictures; y en el Reino Unido el 10 de enero de 2020 por Entertainment One. Recibió elogios generalizados de la crítica y fue un éxito de taquilla, recaudando 385 millones de dólares en el mundo. 
Tuvo diez nominaciones en la 92.ª edición de los Premios de la Academia y tres victorias, por Mejor Fotografía, Mejores Efectos Visuales y Mejor Mezcla de Sonido. Fue la última en ganar el Premio de la Academia a la Mejor Mezcla de Sonido antes de que la categoría se combinara con Mejor Edición de Sonido como un premio único al Mejor Sonido. La película también ganó la Mejor Película en los Premios Globo de Oro 2019, Premios BAFTA 2019 y en los Premios PGA, mientras que Mendes ganó Mejor Director en los Globos de Oro, Premios BAFTA y los Premios DGA. Fue elegida tanto por el National Board of Review como por el American Film Institute, como una de las diez mejores de 2019.

## Argumento
En el apogeo de la Primera Guerra Mundial, en la guerra de trincheras del frente occidental el 6 de abril de 1917 en el norte de Francia, dos soldados británicos llamados William Schofield y Tom Blake del 8° Batallón del Regimiento Británico, tienen la importante misión de entregar un mensaje en mano al 2.º Batallón del Regimiento de Devonshire de parte del general Erinmore, con órdenes de cancelar el ataque planeado contra las fuerzas alemanas, ya que resulta que los alemanes han fingido retirarse a la línea Hindenburg y se preparan para emboscar al batallón de 1600 hombres, entre los cuales se encuentra el hermano de Blake.
Rápidamente, Schofield y Blake cruzan la tierra de nadie y alcanzan el frente alemán original y se encuentran con las trincheras completamente abandonadas, según el plan original de los alemanes. Pronto se revela que las trincheras están minadas con explosivos en la paredes, lo cual causa una explosión que casi mata a Schofield; pero afortunadamente sobrevive gracias a que Blake lo desentierra rápido de los escombros y lo saca de los búnkeres antes de que se derrumben.
Los dos llegan a una granja abandonada, donde presencian un combate aéreo. Un avión alemán se estrella en la granja, donde rápidamente Schofield y Blake intentan salvar al piloto alemán derribado para interrogarlo. Aunque Schofield insiste en matar al piloto, Blake le pide que le lleve agua; sin embargo, el piloto se libera y apuñala a Blake en el estómago y lo hiere mortalmente, mientras Schofield llenaba su casco de agua en un abrevadero. Rápidamente el mismo Schofield mata al piloto de un disparo en la cabeza y consuela a Blake mientras se está muriendo en sus brazos, antes de continuar con la misión en solitario. Poco después, Schofield es recogido por un contingente británico que pasa para combatir en otro frente y lo deja cerca del pueblo bombardeado de Écoust-Saint-Mein.
En Écoust, Schofield es atacado por un francotirador alemán. Rastrea y mata al soldado francotirador alemán justo cuando este intentaba dispararle en la cabeza, pero es tocado por una bala en el combate, que lo habría alcanzado de no ser por su casco. Después de unas horas de estar inconsciente por el disparo previo, este recupera la conciencia ya caída la noche y trata de alejarse de la ciudad, mientras un soldado alemán lo perseguía. Luego, da con el escondite de una mujer francesa y una bebé, a quienes les deja la leche de la granja en la que había estado previamente y algunas de sus provisiones. Continuando con su misión, Schofield consigue escaparse de un soldado alemán, lanzándose al río y logrando pasar el pueblo.
Schofield llega con el 2.º Batallón por la mañana y descubre que el ataque ya ha comenzado y que el hermano de Blake se encuentra en la primera oleada para llegar a la cima. Sin tiempo que perder, Schofield corre por las trincheras y luego decide subir para correr en medio del campo de batalla, hasta alcanzar al comandante del batallón en un búnker a una distancia de 300 metros, el coronel Mackenzie, quien en un principio rehusaba a cancelar el ataque, pese a que le fue enviada una carta con órdenes directas del mando militar y menos cuando ya habían forzado a los alemanes a retirarse, pero Schofield le menciona que éste no estaba enterado de la trampa puesta por los alemanes, simular una retirada para obligarlos a salir de las trincheras y que la habían planeado durante meses y esperan que ellos los ataquen ingenuamente, para hacerlos caer en una trampa y eliminarlos de una vez por todas, además le pide que por favor lea la carta enviada por el mando militar como prueba de sus declaraciones, por lo que el coronel le ordena al mayor de su pelotón traerle la carta de Schofield y se la entrega para leerla. Finalmente y tras leer la información la misma, el coronel finalmente accede a ordenar que se cancele el ataque de inmediato, no obstante le ordena a todos los soldados que se atiendan a los heridos en combate, afectados por la retirada y que estén prevenidos en caso de un contraataque alemán.
Tras esto, Schofield localiza al hermano de Blake, quien está ileso atendiendo a los heridos en combate, donde este le informa sobre la lamentable muerte de Blake en combate mientras realizaban la misión. El hermano mayor se entristece y entre lágrimas le agradece a Schofield sus esfuerzos y le ordena que pase a buscar algunas provisiones para comer. Momentos después, Schofield le entrega los anillos que Blake traía; se aleja de la escena y se sienta junto a un árbol para descansar mientras observa las fotos de su esposa y dos hijas, después de llevar a cabo la misión con éxito.

## Reparto
| Actor                | Personaje              |
| -------------------- | ---------------------- |
| George MacKay        | Cabo William Schofield |
| Dean-Charles Chapman | Cabo Tom Blake         |
| Mark Strong          | Capitán Smith          |
| Andrew Scott         | Teniente Leslie        |
| Richard Madden       | Teniente Blake         |
| Claire Duburcq       | Lauri                  |
| Colin Firth          | General Erinmore       |
| Benedict Cumberbatch | Coronel Mackenzie      |
| Daniel Mays          | Sargento Sanders       |
| Adrian Scarborough   | Mayor Hepburn          |
| Jamie Parker         | Teniente Richards      |
| Michael Jibson       | Teniente Hutton        |
| Richard McCabe       | Coronel Collins        |
| Nabhaan Rizwan       | Cipayo Jondalar        |
| Michael Cornelius    | Soldado Cornelius      |

## Producción

### Preproducción
Se anunció que Amblin Partners y New Republic Pictures adquirieron el proyecto en junio de 2018, con Sam Mendes dirigiendo y coescribiendo el guion junto a Krysty Wilson-Cairns. Se informó que Tom Holland estaba en conversaciones para la película en septiembre de 2018, aunque finalmente no estuvo involucrado, y en octubre, Roger Deakins estaba listo para reunirse con Mendes como director de fotografía. George MacKay y Dean-Charles Chapman entraron en negociaciones para protagonizar el mismo mes. Thomas Newman fue contratado para componer la partitura en marzo de 2019. El mismo mes, Benedict Cumberbatch, Colin Firth, Mark Strong, Richard Madden, Andrew Scott, Daniel Mays, Adrian Scarborough, Jamie Parker, Nabhaan Rizwan y Claire Duburcq se unieron al elenco en papeles secundarios.

### Guion
En agosto de 2019, Mendes declaró: "Es la historia de un mensajero que tiene un mensaje que llevar. Y eso es todo lo que puedo decir. Esta historia la escuché cuando era niño y la he ampliado significativamente, por supuesto. Pero tiene eso en su núcleo ". En Time en 2020, Mendes declaró que la escritura del guion implicaba tomar riesgos: "Hice una apuesta calculada y me complace haberlo hecho debido a la energía que obtienes tan solo al ir avanzando (en la narrativa), en una guerra fundamentalmente paralizada y estática ". Las ideas para el guion, que Mendes escribió con Krysty Wilson-Cairns, surgieron de la historia que le había contado el abuelo de Mendes, Alfred Mendes, nativo de Trinidad y mensajero de los británicos en el frente occidental. Mendes declaró: "Sentí la obligación de honrar a mi abuelo. Es importante recordar que ellos estaban luchando por una Europa libre y unificada. Es bueno recordar eso ahora".

### Rodaje
Roger Deakins fue el director de fotografía de la película, y se reunió con Mendes para su cuarta colaboración, habiendo trabajado juntos por primera vez en Jarhead en 2005. La filmación se realizó con tomas largas y tomas de cámara en movimiento elaboradamente coreografiadas para dar el efecto de dos tomas continuas. Aunque los relatos de los medios a menudo se refieren a la historia como contada en una sola toma, la historia se vuelve negra una hora y seis minutos después de la película, cuando Schofield queda inconsciente y se desvanece al recuperar la conciencia después de ha caído la noche. Mendes explicó, "tenía que ver con el hecho de que quería que la película fuera de la tarde al anochecer, y luego de la noche al amanecer. Quería que fuera en dos movimientos... Quería llevarla a algún lugar más como un alucinación. En algún lugar más surrealista, casi de ensueño. Y también horrible".
1917 fue la primera película que se rodó con la cámara de cine digital Arri Alexa Mini LF. Deakins quería usar una cámara con un sensor de imagen de gran formato, pero pensó que la Alexa LF original era demasiado grande y pesada para capturar las tomas íntimas que quería. Arri le proporcionó un prototipo del Mini LF dos meses antes de que comenzara la filmación, y dos cámaras más una semana antes. Sus lentes eran Arri Signature Primes, de las cuales usó tres distancias focales: una lente de 40 mm para la mayor parte de la película, una lente más ancha de 35 mm para escenas en los túneles y búnkeres, para enfatizar la sensación de claustrofobia, y una más estrecha 47 mm en el río, para perder parte del fondo.
La filmación comenzó el 1 de abril de 2019 y continuó hasta junio de 2019 en Wiltshire, Hankley Common en Surrey y Govan, así como en los Estudios Shepperton Los conservacionistas que sentían que la producción podría perturbar restos potencialmente no descubiertos expresaron preocupación por el rodaje en la llanura de Salisbury, por lo que solicitaron una encuesta antes de que comenzara la construcción del escenario. Algunas tomas requirieron el uso de hasta 500 extras de fondo.
También se rodaron secciones de la película cerca de Low Force, en el Río Tees, Teesdale en junio de 2019. El personal de producción tuvo que instalar letreros que advirtieran a los caminantes en el área para que no se alarmen por los cuerpos artificiales y las partes del cuerpo esparcidas por el sitio. Las escenas en el río se rodaron en su mayoría con un dron y el elenco y el equipo fueron asistidos por un proveedor local de aventuras al aire libre por razones de seguridad y acrobacias.

## Música
La banda sonora fue compuesta por Thomas Newman, colaborador habitual del director Sam Mendes.
Recibió nominaciones para el Premio de la Academia a la Mejor Banda Sonora Original (la cuarta nominación de Newman por una película de Mendes), el Premio BAFTA a la Mejor Música Original y el Globo de Oro a la Mejor Banda Sonora, entre otros.

## Estreno
La película se estrenó el 4 de diciembre de 2019 en el Royal Film Performance de 2019. La película comenzó un lanzamiento limitado en los Estados Unidos y Canadá el 25 de diciembre de 2019 en once lugares, antes de ampliarse el 10 de enero de 2020.
El estudio gastó aproximadamente 115 millones de dólares en impresiones y anuncios que promocionaban la película.

### Versión para visión doméstica
1917 fue lanzada en Digital HD el 10 de marzo de 2020 y fue lanzado en DVD, Blu-ray y Blu-ray Ultra HD el 24 de marzo de 2020.

## Recepción

### Taquilla
1917 recaudó $159.2 millones euros en los Estados Unidos y Canadá, y $224.2 millones en otros países, para un total mundial de $383.4 millones, contra un presupuesto de producción de $90-100 millones. Deadline Hollywood calculó la ganancia neta de la película en 77 millones de dólares.
En los Estados Unidos, la película ganó 251000 dólares en 11 lugares en su primer día de estreno limitado. Pasó a tener un fin de semana de apertura limitado de $570000 y un ingreso bruto de cinco días de $1 millón, para un promedio de $91636 por lugar. La película llegaría a ganar un total de $2.7 millones durante sus 15 días de lanzamiento limitado. Luego se expandió ampliamente el 10 de enero, ganando $14 millones en su primer día, incluidos $3.25 millones de los avances del jueves por la noche. Pasó a recaudar $36.5 millones durante el fin de semana (superando las proyecciones originales de $25 millones), convirtiéndose en la primera película en destronar Star Wars: Episodio IX - El ascenso de Skywalker en la taquilla. En su segundo fin de semana de gran estreno, la película ganó $22 millones (y $26.8 millones durante los cuatro días del feriado del Día de Martin Luther King Jr.), terminando segundo detrás del recién llegado Bad Boys for Life. Luego ganó $15.8 millones y $7.7 millones los dos fines de semana siguientes, permaneciendo en segundo lugar en ambas ocasiones. Durante el fin de semana de los Premios de la Academia, la película ganó $9.2 millones de dólares.

### Crítica
En el agregador de reseñas Rotten Tomatoes, la película tiene un índice de aprobación del 89% según 436 reseñas, con una calificación promedio de 8.37/10. El consenso crítico del sitio web dice: "Impactante, inmersivo y un logro técnico impresionante, 1917 captura la guerra de trincheras de la Primera Guerra Mundial con cruda y sorprendente inmediatez". Metacritic asignó a la película una puntuación media ponderada de 78 sobre 100 sobre la base de 57 críticas, que indican "exámenes en general favorables". Las audiencias encuestadas por CinemaScore le dieron a la película una calificación promedio de "A-" en una escala de A+ a F, y PostTrak informó que recibió un promedio de 4.5 sobre 5 de los espectadores que encuestaron, y el 69% dijo que definitivamente la recomendaría.
Varios críticos nombraron la película entre las mejores de 2019, entre ellos Kate Erbland de IndieWire y Sheri Linden de The Hollywood Reporter. Karl Vick, que escribe para la revista Time, encontró que la película se destacaba favorablemente en comparación con la película Paths of Glory de la Primera Guerra Mundial de Stanley Kubrick, afirmando que "las películas requieren una cierta cantidad de movimiento, y el mayor logro de 1917, la última película en unirse al canon, puede ser que sus creadores hayan descubierto lo que los generales no pudieron: una forma de avanzar". Rubin Safaya de AwardsWatch.com describió la película como "una experiencia visceral y una clase magistral visual". Escribiendo para el Hindustan Times, Rohan Naahar declaró: "Solo puedo imaginar el efecto que tendrá 1917 en el público que no está familiarizado con las técnicas que Sam Mendes y Roger Deakins están a punto de desatar sobre ellos".
En su revisión para NPR, Justin Chang fue menos positivo. Estuvo de acuerdo en que la película era un "logro técnico alucinante", pero no creía que fuera tan espectacular en general, ya que el estilo de Mendes con su impresión de toma continua "puede distraer tanto como ser inmersiva". Manohla Dargis de The New York Times llamó a la película, "Una imagen de guerra cuidadosamente organizada y desinfectada ... que convierte uno de los episodios más catastróficos de los tiempos modernos en un ejercicio para lucirse espectacular". Alison Willmore de Vulture la comparó desfavorablemente a la película de guerra Dunkerque (2017), escribiendo: "El artificio de la premisa estética abruma cualquiera de las otras intenciones de la película".

### Listas de diez mejores
1917 apareció en las listas de las diez primeras de fin de año de muchos críticos:
- Primera –  Sam Allard, Cleveland Scene[53]
- Primera –  Johnny Oleksinski, New York Post[54]
- Primera –  Tim Miller, Cape Cod Times[55]
- Primera –  Lawrence Toppman, The Charlotte Observer[56]
- Primera –  Mal Vincent, The Virginian-Pilot[57]
- Primera –  Sandy Kenyon, WABC-TV[58]
- Segunda –  Randy Myers, The Mercury News[59]
- Tercera –  Matt Goldberg, Collider[60]
- Tercera –  Jason Rantz, KTTH[61]
- Tercera –  Mara Reinstein, Us Weekly[62]
- Tercera –  Chuck Yarborough, Cleveland Plain Dealer[63]
- Cuarta –  Lindsey Bahr, Associated Press[64]
- Cuarta –  Benjamin Lee, The Guardian[65]
- Cuarta –  Brian Truitt, USA Today[66]
- Quinta –  Staff consensus, Consequence of Sound[67]
- Quinta –  Bruce Miller, Sioux City Journal[68]
- Sexta –  Cary Darling, Houston Chronicle[69]
- Sexta –  Peter Travers, Rolling Stone[70]
- Sexta –  Ethan Alter, Marcus Errico and Kevin Polowy, Yahoo! Entertainment[71]
- Sexta –  Chris Bumbray, JoBlo[72]
- Sexta –  Peter Howell, Toronto Star[73]
- Séptima –  David Crow, Den of Geek[74]
- Séptima –  Tom Gliatto, People[75]
- Octava –  Todd McCarthy, The Hollywood Reporter[76]
- Octava –  Jeffrey M. Anderson, San Francisco Examiner[77]
- Octava –  Anita Katz, San Francisco Examiner[77]
- Octava –  Col Needham, IMDb[78]
- Novena –  Richard Whittaker, The Austin Chronicle[79]
- Novena –  Dann Gire, Chicago Daily Herald[80]
- Novena –  Mike Scott, New Orleans Times-Picayune[81]
- Décima –  Max Weiss, Baltimore Magazine[82]

## Premios y nominaciones
Premios Óscar
| Categoría                     | Nominados                                                       | Resultado |
| ----------------------------- | --------------------------------------------------------------- | --------- |
| Mejor película                | Sam Mendes, Pippa Harris, Jayne Ann Tenggren y Callum McDougall | Nominada  |
| Mejor dirección               | Sam Mendes                                                      | Nominado  |
| Mejor guion original          | Sam Mendes, Krysty Wilson-Cairns                                | Nominado  |
| Mejor banda sonora original   | Thomas Newman                                                   | Nominado  |
| Mejor fotografía              | Roger Deakins                                                   | Ganador   |
| Mejor sonido                  | Mark Taylor, Stuart Wilson                                      | Ganador   |
| Mejor edición de sonido       | Oliver Tarney, Rachel Tate                                      | Nominado  |
| Mejor diseño de producción    | Dennis Gassner, Lee Sandales                                    | Nominado  |
| Mejor maquillaje y peluquería | Naomi Donne, Tristan Versluis y Rebecca Cole                    | Nominado  |
| Mejor efectos visuales        | Guillaurme Richeron, Greg Butler y Dominic Tuohy                | Ganador   |

Globos de Oro
| Categoría                   | Nominados     | Resultado |
| --------------------------- | ------------- | --------- |
| Mejor película - Drama      | 1917          | Ganador   |
| Mejor director              | Sam Mendes    | Ganador   |
| Mejor banda sonora original | Thomas Newman | Nominado  |

Premios BAFTA
| Categoría                     | Nominados                     | Resultado |
| ----------------------------- | ----------------------------- | --------- |
| Mejor película                | 1917                          | Ganadora  |
| Mejor película británica      | 1917                          | Ganadora  |
| Mejor director                | Sam Mendes                    | Ganador   |
| Mejor Banda Sonora            | Thomas Newman                 | Nominado  |
| Mejor fotografía              | Roger Deakins                 | Ganador   |
| Mejor maquillaje y peluquería | 1917                          | Nominada  |
| Mejor diseño de producción    | Dennis Gassner y Lee Sandales | Ganadores |
| Mejor Efectos Visuales        | 1917                          | Ganadora  |
| Mejor Sonido                  | 1917                          | Ganadora  |

Premios de la Crítica Cinematográfica
| Categoría                  | Nominados                     | Resultado |
| -------------------------- | ----------------------------- | --------- |
| Mejor película             | 1917                          | Nominado  |
| Mejor director             | Sam Mendes                    | Ganador   |
| Mejor película de Acción   | 1917                          | Nominado  |
| Mejor Banda Sonora         | Thomas Newman                 | Nominado  |
| Mejor diseño de producción | Dennis Gassner y Lee Sandales | Nominado  |
| Mejor fotografía           | Roger Deakins                 | Ganador   |
| Mejor edición              | Lee Smith                     | Ganador   |
| Mejor Efectos Visuales     | 1917                          | Nominado  |

Premios Satellite
| Categoría                  | Nominados                     | Resultado |
| -------------------------- | ----------------------------- | --------- |
| Mejor película drama       | 1917                          | Nominado  |
| Mejor actor drama          | George MacKay                 | Nominado  |
| Mejor director             | Sam Mendes                    | Nominado  |
| Mejor Banda Sonora         | Thomas Newman                 | Nominado  |
| Mejor diseño de producción | Dennis Gassner y Lee Sandales | Nominado  |
| Mejor fotografía           | Roger Deakins                 | Ganador   |
| Mejor edición              | Lee Smith                     | Nominado  |
| Mejor Sonido               | 1917                          | Nominado  |

National Board of Review
| Categoría        | Nominados     | Resultado |
| ---------------- | ------------- | --------- |
| Mejor fotografía | Roger Deakins | Ganador   |

| Selección                             |
| ------------------------------------- |
| Top 10 Mejores Películas del año 2019 |

Premios WGA
| Categoría            | Nominados                         | Resultado |
| -------------------- | --------------------------------- | --------- |
| Mejor Guion Original | Sam Mendes y Krysty Wilson-Cairns | Nominado  |

American Film Institute
| Selección                             |
| ------------------------------------- |
| Top 10 Mejores Películas del año 2019 |

Asociación de Críticos de Los Ángeles
| Categoría          | Nominados     | Resultado |
| ------------------ | ------------- | --------- |
| Mejor Banda Sonora | Thomas Newman | Nominado  |
| Mejor fotografía   | Roger Deakins | Nominado  |

Sindicato de Productores (PGA)
| Categoría      | Nominados | Resultado |
| -------------- | --------- | --------- |
| Mejor película | 1917      | Ganador   |

Asociación de Críticos de Chicago
| Categoría                 | Nominados     | Resultado |
| ------------------------- | ------------- | --------- |
| Mejor Banda Sonora        | Thomas Newman | Nominado  |
| Mejor fotografía          | Roger Deakins | Ganador   |
| Mejor edición             | Lee Smith     | Nominado  |
| Mejor Efectos Visuales    | 1917          | Nominado  |
| Mejor dirección artística | 1917          | Nominado  |

## Exactitud histórica

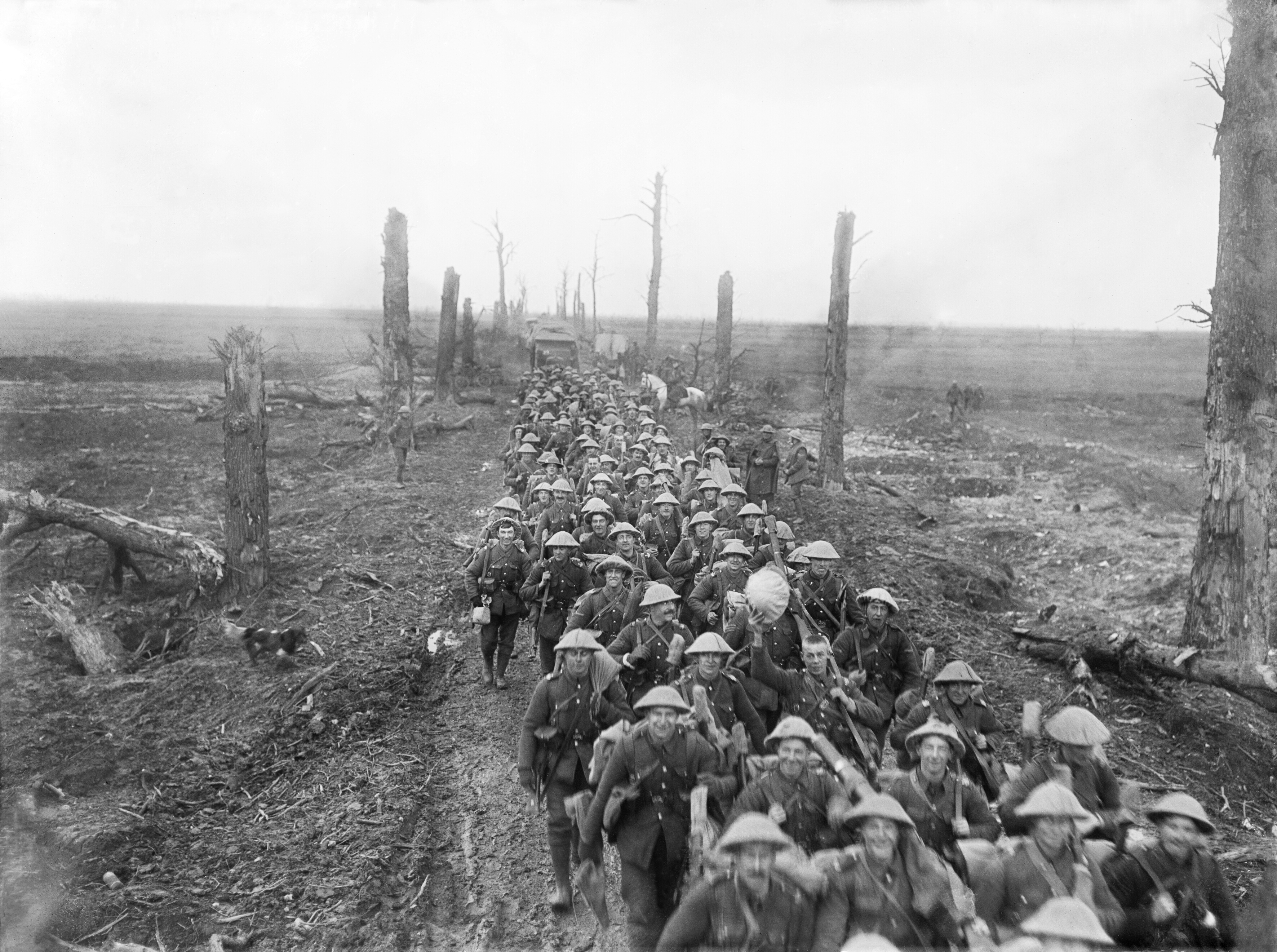
Soldados británicos siguiendo a los alemanes cerca de Brie, marzo de 1917

La película se inspiró en la Operación Alberich, una retirada alemana a nuevas posiciones en la Línea Hindenburg, más corta y más fácil de defender, que tuvo lugar entre el 9 de febrero y el 20 de marzo de 1917. Los personajes principales y secundarios parecen ser ficticios.
En The New York Times, la dramaturga Cathy Tempelsman sostiene que la historia ofrece una imagen «peligrosamente engañosa» de la guerra, lo que sugiere «una preocupación por la santidad de la vida humana de arriba hacia abajo», mientras que la realidad era «una indiferencia espantosa, ya que el alto mando británico envió a cientos de miles de sus jóvenes a morir». Agrega que las «falsas hazañas heroicas y las maravillas cinematográficas» sirven para «escapar de la verdadera carnicería de la Gran Guerra», y que en realidad la escala de las víctimas fue tal que la pérdida potencial de 1600 hombres no parecería tener la importancia que se muestra en la película.
El historiador militar Jeremy Banning escribió: «No tenía sentido, como muestra la película, tener algunos batallones nueve millas más allá de la antigua línea alemana y otros aparentemente ignorantes de si esta línea estaba tripulada... En cuanto al asalto de los Devon, ninguna unidad atacaría sin el apoyo de artillería adecuado».
La película tiene un elenco de apoyo multirracial, con actores negros e indios que interpretan a soldados británicos en las trincheras. Se desconoce el número de afrodescendientes que sirvieron en el Ejército británico (en lugar de regimientos coloniales) durante la Primera Guerra Mundial, pero es probable que haya sido insignificante. El Segundo Regimiento de Devonshire nunca estuvo en brigada con ninguna unidad de las Indias Occidentales o africanas (pasó la guerra en la Octava División). Más de 15 000 hombres del Caribe se alistaron, incluidos los caribeños negros que vivían en Gran Bretaña, y en 1915 se decidió agruparlos en un solo regimiento, llamado Regimiento de las Indias Occidentales Británicas. Los sij indios habrían servido en sus propios regimientos como parte del Ejército indio británico, no como individuos en las filas de los regimientos y cuerpos británicos. A fines de 1915, las formaciones de infantería indias se habían retirado del frente occidental y enviado al Medio Oriente.